# Raphaël Bedros XXI Minassian
 (mars 2022).
Si vous disposez d'ouvrages ou d'articles de référence ou si vous connaissez des sites web de qualité traitant du thème abordé ici, merci de compléter l'article en donnant les références utiles à sa vérifiabilité et en les liant à la section « Notes et références ».
Raphaël Bedros XXI Minassian, I.C.P.B. (arménien : Ռաֆայել Մինասյան ; né le 24 novembre 1946) est un hiérarque catholique arménien né au Liban.
Depuis le 23 septembre 2021, il est le patriarche de Cilicie des Arméniens. Il était auparavant archevêque titulaire de Césarée-en-Cappadoce-des-Arméniens (de) et Ordinaire pour les catholiques de rite arménien en Europe de l'Est (qui couvre l'Arménie, la Géorgie, la Russie et l'Ukraine) de 2011 à 2021. Du 26 septembre 2005 au 24 juin 2011, il est exarque patriarcal arménien de Jérusalem et d'Amman.

## Biographie
L'archevêque Minassian est né dans une famille arménienne en diaspora, au Liban. Après l'enseignement primaire, il rejoint ensuite le séminaire mineur de la Congrégation patriarcale de Bzommar en 1958, où il a ensuite fait profession de foi. Après cela, il a continué à étudier à Rome au Collège Pontifical Levonian Arménien. Il a été ordonné prêtre le 24 juin 1973, après des études à l’Université pontificale grégorienne, en Italie, après avoir obtenu un doctorat de philosophie et de théologie et à l’Université pontificale salésienne ayant obtenu un diplôme en psychologie pratique.
Après son ordination au sacerdoce, il a servi dans les différentes institutions catholiques arméniennes au Liban et aux États-Unis et en même temps a réalisé un travail pastoral pour les catholiques arméniens. Le 26 septembre 2005, il a été nommé exarque patriarcal de Jérusalem et Amman, où il a servi près de six ans.
Le 24 juin 2011, il est nommé par le pape Benoît XVI et consacré le 16 juillet 2011 à l'épiscopat comme ordinaire des catholiques de rite arménien en Europe de l'Est. Le principal consécrateur était le patriarche Nerses Bedros XIX Tarmouni, chef de l'Église catholique arménienne.
Le 23 septembre 2021, le synode des évêques de son Église l’élit patriarche de Cilicie des Arméniens,.